# Pentaria pallidus
Pentaria pallidus là một loài bọ cánh cứng trong họ Scraptiidae. Loài này được Liljeblad miêu tả khoa học năm 1918.